# SEP-363856
SEP-363856 eller SEP-856, är en antipsykotika som tillhandahålls av Sunovion. SEP-856 befinner sig på utredningstadiet än.

## Farmakologisk verkan
Farmakologisk front för detta läkemedel är att det inte beter sig som de Atypiska antipsykotika.
Det mesta av dess verkningsmekanism är okänd. Under år 2001 upptäcktes en receptor som fick kallas TAAR1. Och det skedde studering om denna receptor i rollen för patofysiologin och farmakoterapin för schizofreni.
SEP-856 agerar via TAAR1-receptorn genom att stimulera TAAR1-receptorn, och det aktiverar även serotoninreceptorn 5-HT1A. Den TAAR1-receptorn tros spela en nyckelroll för dopamin, noradrenalin och serotoninneuroner i Centrala nervsystemet (CNS).

## Farmakokinetik
Den exakta farmakokinetiska profilen för SEP-856 har inte uppgetts, men utvecklaren har föreslagit att de farmakokinetiska egenskaperna stödjer dosering vid ett tillfälle om dagen för SEP-856.